# جانی کسترو
جاناتان کسترو اوتو (اسپانیایی: Jonathan Castro Otto‎؛ زادهٔ ۳ مارس ۱۹۹۴) بازیکن فوتبال اهل اسپانیا است.
از باشگاه‌هایی که در آن بازی کرده‌است می‌توان به سلتا، اتلتیکو مادرید و ولورهمپتون واندررز اشاره کرد.